# Platymiscium praecox
Platymiscium praecox är en ärtväxtart som beskrevs av George Bentham. Platymiscium praecox ingår i släktet Platymiscium och familjen ärtväxter. Inga underarter finns listade i Catalogue of Life.